# Parafia św. Jana Chrzciciela w Krotoszynie
Parafia św. Jana Chrzciciela w Krotoszynie – parafia rzymskokatolicka należąca do dekanatu Krotoszyn diecezji kaliskiej. Została utworzona w XIII wieku. Kościół parafialny, zbudowany z fundacji  Jana Rozdrażewskiego 1592–1597 dla  braci czeskich, od 1600 w posiadaniu katolików. Mieści się przy ulicy Farnej. Parafia liczy około 9000 wiernych.
Od 1 lipca 2013 proboszczem jest ks. prał. dr Aleksander Gendera.